# Contragolpe no Peru em 1992
Contragolpe no Peru em 1992 foi uma tentativa de golpe de Estado ocorrida no Peru em 13 de novembro propiciada por um grupo de soldados do Exército, da Força Aérea e da Marinha, liderados pelo general reformado Jaime Salinas Sedó, em resposta ao autogolpe de 5 de abril do Presidente do Peru Alberto Fujimori que deu início ao Governo de Emergência e Reconstrução Nacional e ao período de ruptura democrática do Fujimorato. Os oficiais sublevados tinham como objetivo a restauração democrática no Peru.

## Antecedentes
Após o golpe de Estado de 5 de abril, pelo então presidente do Peru, Alberto Fujimori, com o respaldo das Forças Armadas, o governo resultante, denominado Governo de Emergência e Reconstrução Nacional, dissolveu as instituições democráticas, alegando bloqueio parlamentar, ineficácia do Judiciário e ameaça terrorista.
Este regime consolidou-se no poder graças ao sucesso da operação de captura de Abimael Guzmán, líder do grupo terrorista Sendero Luminoso, e de sua liderança, e à repressão política à oposição. Soma-se a isso o fim das pressões da OEA pela violação da legalidade democrática devido à convocação do Congresso Constituinte Democrático.

## Acontecimentos
Os militares conjurados, capitaneados pelos generais reformados Jaime Salinas Sedó, José Pastor Vives e Víctor Ernesto Obando Salas, planejaram uma operação sob o amparo do direito à insurreição consagrado na Constituição de 1979, que em seu Artigo 82 diz:
Ninguém deve obediência a um governo usurpador ou a quem assume funções ou empregos públicos em violação dos procedimentos estabelecidos pela Constituição e pelas leis. Os atos de toda autoridade usurpada são nulos. O povo tem o direito de se insurgir em defesa da ordem constitucional.— Artigo 82. Constituição da República do Peru de 1979
Jaime Salinas Sedó e seus aliados não pretendiam tomar o poder, mas restaurar a ordem democrática e entregar o comando da nação a Máximo San Román, na época presidente por sucessão constitucional, mas não reconhecido.
O plano era prender o presidente Fujimori, o chefe do Comando Conjunto das Forças Armadas Nicolás Hermoza Ríos, e o assessor presidencial Vladimiro Montesinos na madrugada. Mas em 12 de novembro, o conluio foi revelado e as operações foram canceladas.
O presidente Fujimori, ao tomar conhecimento do golpe, se refugiou na embaixada do Japão em Lima e ordenou a prisão dos 25 conspiradores de alto escalão, sem ordem judicial. Alguns dos militares sublevados sofreram tortura e detenção ilegal.

## Consequências
Em março de 1993, os vinte e cinco militares conjurados foram condenados por um tribunal militar a oito anos de prisão pelo crime de rebelião e tentativa de homicídio contra o presidente Alberto Fujimori. Em maio, onze deles foram perdoados. Aqueles que não foram anistiados cumpriram a pena primeiro no presídio de Castro Castro e depois foram transferidos para a prisão na Fortaleza del Real Felipe até que pudessem se beneficiar da Lei de Anistia de 1995.
Em 15 de março de 2001, pela Lei 27436, foram reincorporados ao serviço ativo. Posteriormente, a Comissão Interamericana de Direitos Humanos solicitou a anulação das sentenças, mas o Tribunal Militar recusou e somente declarou extinta a sentença por prescrição em 2010.